# Marion Lorblanchet
Marion Lorblanchet (* 10. Mai 1983 in Clermont-Ferrand) ist eine ehemalige französische Duathletin und Triathletin. Sie ist Junioren-Weltmeisterin Triathlon (2002), Xterra-Europameisterin Cross-Triathlon (2011) und Vizeweltmeisterin Cross-Triathlon (2011).

## Werdegang
Marion Lorblanchet wurde 2002 in Mexiko Triathlon-Junioren-Weltmeisterin.
In den Folgejahren startete sie vorwiegend im Cross-Triathlon (Schwimmen, Mountainbike und Geländelauf). 2010 wurde sie auf Hawaii Dritte bei der Xterra-Weltmeisterschaft und im Oktober 2011 wurde sie Vizeweltmeisterin.
Im September 2012 konnte sie zum dritten Mal in Folge den Triathlon de Gérardmer auf der olympischen Distanz gewinnen (1,5 km Schwimmen, 40 km Radfahren und 10 km Laufen).
2014 beendete sie ihre Profi-Karriere. Marion Lorblanchet lebt in ihrem Geburtsort Clermont-Ferrand.

## Sportliche Erfolge
| Datum/Jahr    | Rang | Wettbewerb                                          | Austragungsort | Zeit     | Bemerkung                                                                     |
| ------------- | ---- | --------------------------------------------------- | -------------- | -------- | ----------------------------------------------------------------------------- |
| 2. Sep. 2012  | 1    | Triathlon de Gérardmer                              | Gérardmer      | 02:27:07 | Siegerin auf der olympischen Distanz                                          |
| 3. Sep. 2011  | 1    | Triathlon de Gérardmer                              | Gérardmer      | 02:27:39 | Siegerin auf der olympischen Distanz                                          |
| 5. Sep. 2010  | 1    | Triathlon de Gérardmer                              | Gérardmer      | 02:22:21 | Siegerin auf der olympischen Distanz – neben Andreas Böcherer bei den Männern |
| 6. Sep. 2009  | 2    | Ironman 70.3 Monaco                                 | Monaco         | 04:51:59 | erster Ironman 70.3-Start (halbe Ironman-Distanz)                             |
| 30. Juni 2007 | 18   | ETU Short Distance Triathlon European Championships | Kopenhagen     | 02:06:16 |                                                                               |
| 23. Juni 2006 | 6    | ETU Short Distance Triathlon European Championships | Autun          | 02:12:59 |                                                                               |
| 18. Apr. 2004 | 5    | ETU Short Distance Triathlon European Championships | Valencia       | 01:58:44 |                                                                               |
| 21. Juni 2003 | 25   | ETU Short Distance Triathlon European Championships | Karlsbad       | 02:16:51 |                                                                               |
| 9. Nov. 2002  | 1    | ITU Triathlon World Championship Junior Women       | Cancún         | 01:01:19 | Junioren-Weltmeisterin                                                        |
| 6. Juli 2002  | 2    | ETU Triathlon European Championship Junior Women    | Győr           | 01:08:24 | Triathlon-Europameisterschaft Junioren                                        |
| 4. Nov. 2001  | 26   | ITU Triathlon World Cup                             | Cancún         | 01:53:13 |                                                                               |
| 22. Juli 2001 | 16   | ITU Triathlon World Championship Junior Women       | Edmonton       | 02:07:59 | hinter der Siegerin Nicola Spirig                                             |
| 22. Juli 2001 | 8    | ETU Triathlon European Championship Junior Women    | Karlsbad       | 01:13:48 |                                                                               |
| 8. Juli 2000  | 22   | ETU Triathlon European Championship Junior Women    | Stein          | 01:09:46 | Triathlon-Europameisterschaft Junioren                                        |

| Datum/Jahr   | Rang | Wettbewerb                 | Austragungsort | Zeit    | Bemerkung |
| ------------ | ---- | -------------------------- | -------------- | ------- | --------- |
| 9. März 2003 | 1    | Aquathlon Indoor de Vittel | Vittel         | 06:51.1 | [ 5 ]     |

| Datum/Jahr    | Rang | Wettbewerb                                 | Austragungsort  | Zeit       | Bemerkung                                                                                       |
| ------------- | ---- | ------------------------------------------ | --------------- | ---------- | ----------------------------------------------------------------------------------------------- |
| 2013          | 1    | FRA National Championships Cross-Triathlon | Versailles      |            | Französische Meisterin Cross-Triathlon                                                          |
| 27. Mai 2012  | 3    | Xterra Italy Championships                 | Sardinien       |            |                                                                                                 |
| 23. Okt. 2011 | 2    | Xterra World Championships                 | Maui            | 02:27:00   | Vizeweltmeisterin Cross-Triathlon (1,5 km Schwimmen, 29,5 km Mountainbike und 9,8 km Crosslauf) |
| 10. Sep. 2011 | 1    | Xterra Switzerland Championships           | Prangins        | 02:44:37,9 |                                                                                                 |
| 21. Aug. 2011 | 1    | Xterra Germany Championships               | Olbersdorf      |            | Xterra-Europameisterin                                                                          |
| 13. Aug. 2011 | 1    | Xterra Czech Championships                 | Špindlerův Mlýn |            |                                                                                                 |
| 15. Juli 2011 | 3    | Xterra France Championships                | Xonrupt         | 03:41:59   | 1,5 km Schwimmen, 34 km Mountainbike und 10 km Crosslauf                                        |
| 2. Juli 2011  | 2    | ETU Cross Triathlon European Championships | Visegrád        | 02:05:38   | Vizeeuropameisterin hinter der Schweizerin Renata Bucher                                        |
| 30. Apr. 2011 | 5    | ITU Cross Triathlon World Championships    | Extremadura     | 01:47:16   | 1 km Schwimmen, 20 km Mountainbiken und 6 km Geländelauf                                        |
| 24. Okt. 2010 | 3    | Xterra World Championships                 | Maui            | 03:06:11   | Dritter Rang – mit der schnellsten Laufzeit (48:39 min)                                         |
| 11. Sep. 2010 | 1    | Xterra Switzerland Championships           | Prangins        | 02:40:53   | [ 10 ]                                                                                          |
| Aug. 2010     | 2    | Xterra Czech Championships                 | Spindleruv Mlyn | 02:51:24   | [ 11 ]                                                                                          |
| 10. Juli 2010 | 1    | Xterra France Championships                | Xonrupt         | 03:20:19   | [ 12 ]                                                                                          |
| 30. Mai 2010  | 5    | Xterra European Championships              | Cala Ginepro    |            | auf Sardinien                                                                                   |
| 3. Apr. 2010  | 2    | Xterra Portugal Championships              | Figueira da Foz | 02:47:05   |                                                                                                 |
| 25. Okt. 2009 | 6    | Xterra World Championships                 | Maui            |            | Weltmeisterschaft im Cross-Triathlon                                                            |
| 15. Aug. 2009 | 4    | Xterra Germany Championships               | Olbersdorf      | 02:55:18   | 1,5 km Schwimmen, 36 km Mountainbike und 9 km Laufen                                            |